# Кропивня (притока Дубовця)
Кропивня — річка в Коростишівському районі Житомирської області. Ліва притока Дубовця (басейн Дніпра).

## Опис
Довжина річки 11 км., похил річки — 3,4 м/км. Формується з декількох безіменних струмків та 2 водойм. Площа басейну 39 км².

## Розташування
Бере початок на сході від села Горіхове. Тече на північний схід у межах сіл Кропивня та Голубівка. На околиці села Вільнянка впадає в річку Дубовець, притоку Тетерева.

## Риби Кропивні
У річці водяться щука звичайна, карась звичайний, окунь, пічкур та плітка звичайна.